# Общински съвет
Общинският съвет е орган на местното самоуправление в дадена община.
Общината е единица на местното самоуправление, ролята на която е да гарантира благосъстоянието на жителите в даденото населено място. Жителите избират кмета и общинските съветници през определен период от време. По силата на своя характер, състав и компетентност общинският съвет приема решения, утвърждава правилници, наредби и инструкции.

## В България
В България Общинският съвет:
- определя политиката за изграждане и развитие на общината;
- избира и освобождава кметовете на райони в Столичната община и в градовете с районно деление (Пловдив и Варна);
- приема годишния бюджет на общината, осъществява контрол, приема отчета за изпълнението му;
- определя размера на местните такси;
- приема решения за придобиване, управление и разпореждане с общинско имущество;
- определя правомощията на кмета на общината и кметовете на райони и кметства;
- създава райони и кметства;
- приема решения за именуване и преименуване на улици, площади, паркове, инженерни съоръжения, вилни зони, курорти и курортни местности и други обекти с общинско значение;
- решава различни други въпроси.

Заседанията на общинския съвет и на неговите комисии са открити – граждани могат да присъстват на тях, да отправят питания, становища и предложения. По изключение общинският съвет може да реши отделни заседания да са закрити.
Общинският съвет се състои от общински съветници, които се избират от населението на общината. Броят на съветниците в един общински съвет се определя според населението на общината, като може да е от 11 (за община с население до 5000 души) до 51 (за община с над 160 000 жители). За Столичната община броят е специално определен от закона – 61 души.